# 周凯旋基金会
周凯旋基金会‌是由香港企业家周凯旋于1996年8月28日发起成立的慈善组织，以“促进普及教育”为使命，重点关注中国贫困地区教育发展及女性权益‌。基金会早期通过“明天工程”系列项目开展公益活动，后逐步扩展至医疗援助、科技赋能等领域。